# Thera Coppens

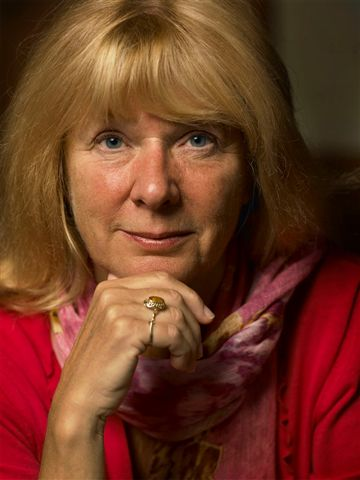
Thera Coppens (2014)

Thera Coppens (* 19. Mai 1947 in Amsterdam) ist eine niederländische Journalistin und Autorin historischer Bücher.

## Leben
Thera Coppens hatte deutsche Großeltern. Sie studierte Journalistik bei De Geellustreerde Pers in Amsterdam und spezialisierte sich auf Artikel über Geschichte. Thera Coppens gründete 1988 ein Büro für historischen Tourismus in Baarn. Mit ihren historischen Büchern wurde sie bekannt, sie schreibt aber auch lyrische Texte. Sie schreibt  zudem für mehrere niederländische Zeitschriften. Ihre Biographie zu Sophie von Oranien-Nassau wurde für den Biographiepreis nominiert. Thera Coppens schuf auch Musicals für Kinder und Kinderbücher.

## Werke (Auswahl)
- Johanna und Margaretha: Gräfin von Flandern und Prinzessinnen von Konstantinopel (Meulenhoff, 2019) ISBN 90-290-9133-9
- Suzanne und Edouard Manet: Die Liebe eines niederländischen Pianisten und Pariser Malers (Meulenhoff, 2014) ISBN 90-290-8856-7
- Sophie in Weimar A Princess of Orange in Germany (Meulenhoff, 2011) ISBN 90-290-8743-9
- Sophie in Weimar Leben Wirken und der Grossherzogin von Sachsen Weimar Eisenach (1824–1897) (Verlagshaus Raemerweg, Wiesbaden), 2024
- Zehn Damen von Soestdijk (UMCO, 2010) ISBN 90-8669-033-5
- Dawn of Orange Nassau, romantisierte Biografien (Mügelhoff 2009) ISBN 9789029084444 (vorher veröffentlicht von der Prom, 2001) Eine Trilogie, in der:
- Die Frauen Wilhelms von Oranien, ISBN 90-261-2143-1
- Maurits, Sohn der Stille, ISBN 90-261-0181-3
- Frederick Henry und Amalia von Solms, ISBN 90-261-0231-3
- Hortense. Die vergessene Königin Hollands (Meulenhoff, 2006) ISBN 90-290-7787-5
- Marie Cornélie. Tagebuch ihrer Reise zum Sankt Petersburg 1824–1825 (Meulenhoff, 2003) ISBN 90-290-7365-9
- Fuß auf fromm Boden, Novelle (de Prom, 2001) ISBN 90-6801-755-1
- Antonius Mor, Hofmaler Karls V., erste Biographie des Utrechter Porträtmalers Anton Mor (der Prom, 1999) ISBN 90-6801-291-6
- Petite Histoire, bündeln biografische Geschichten über Frauen aus der Vergangenheit, darunter Mata Hari (der Prom, 1997) ISBN 90-6801-551-6
- Das goldene Salzfass, Auswahl aus den kulturhistorischen Geschichten der Rückseite von NRC Handelsblad (de Prom, 1995) ISBN 90-6801-446-3
- Klosterküchen und Rezepte (die Brunnen/Roularta-Bücher, 1993) ISBN 90-261-0625-4
- Die sechs Frauen Heinrichs VIII., romantisierte Biographie (Südholland, 1970). ISBN 90-235-8060-5